# Nessuno scrive al colonnello (film)
Nessuno scrive al colonnello (El coronel no tiene quien le escriba) è un film del 1999 diretto da Arturo Ripstein, basato sull'omonimo romanzo dello scrittore Gabriel García Márquez. Protagonista della pellicola è l'attrice Salma Hayek.
Fu presentato in concorso al 52º Festival di Cannes.

## Trama
Un vecchio colonnello, veterano di guerra, aspetta da ventisette anni la sua pensione. Da anni ormai, ogni venerdì si reca all'ufficio postale, per controllare se il denaro gli è arrivato, ma ogni venerdì riceve una delusione, poiché non c'è nulla per lui.
Sia lui che la moglie sono malati e poveri ed il bisogno del denaro della pensione è veramente alto, tanto che i due vivono di stenti e tutti in paese sanno che la sua speranza di trovare qualcosa all'ufficio postale è completamente vana. Il colonnello tuttavia persiste nell'andare alla ricerca di ciò che gli spetta, pur sapendo di non avere speranze.